# Bolzano Vicentino
Bolzano Vicentino (velenceiül Bolsàn Visentin) település Olaszországban, Veneto régióban, Vicenza megyében. Lakosainak száma 6496 fő (2023. január 1.). Bolzano Vicentino Bressanvido, Monticello Conte Otto, Quinto Vicentino, San Pietro in Gu, Sandrigo és Vicenza községekkel határos.

## Népesség
A település népességének változása:
| Lakosok száma | 6548 | 6480 | 6496 |
|               | 2017 | 2018 | 2023 |